# نووکارازیریکوو
نووکارازیریکوو (انگلیسی: Novokarazirikovo) یک شهرک در شهرستان چکماگوشفسکی استان باشقیرستان کشور روسیه است.